# Karime Scander
Karime Scander Valderrama (Pimentel, 10 de marzo de 1999) es una actriz peruana de ascendencia Libanesa, reconocida por interpretar el personaje de Alessia Montalbán en la teleserie Al fondo hay sitio.

## Biografía
Nació el 10 de marzo de 1999 en Pimentel, provincia de Chiclayo. Realizó sus estudios escolares en el Colegio San Agustín y al mudarse a la capital Lima, estudió la carrera de ciencias de la comunicación en la Universidad de Lima. Tiempo después, emprendería una carrera actoral, participando en los talleres de la Academia Diez Talentos, dirigida por el actor Bruno Odar.
Hizo su debut como actriz en 2019, participando en el reparto principal de la película Intercambiadas, donde interpretaba a Chiara. Gracias a su popularidad, participaría en el coprotagónico de la telenovela En la piel de Alicia de la mano de la productora Michelle Alexander, como Julia Huayta, la hermana menor de la protagonista Alicia Huayta.
Tras haber participado en diferentes obras teatrales como rol principal, en 2020 fue coprotagonista de la telenovela Mi vida sin ti en el personaje de Camila Calderón, complemento con su antagónico reformado en la otra ficción Dos hermanas bajo la caracterización de Bianca Berrospi ese año. Scander obtuvo su paso al estrellato en 2022, asumiendo el reparto principal de la teleserie Al fondo hay sitio con el personaje de Alessia Montalbán, la hija del chef Diego Montalbán y enamorada de Jaime «Jimmy» Gonzáles.
En el año 2023, obtuvo su primer protagónico en la adaptación de Romeo y Julieta bajo el papel de Julieta Capuleto, compartiendo el rol junto al actor Jorge Guerra, siendo dirigida por Bruno Odar.[cita requerida]

## Filmografía

### Cine
- Intercambiadas (2019) como Chiara (rol principal).[2]

### Televisión
- En la piel de Alicia (2019) como Julia Huayta Izquierdo (rol principal).[3]
- Mi vida sin ti (2020) como Camila Calderón Castillo (rol principal).[4]
- Dos hermanas (2020-2021) como Bianca Berrospi Vargas/Bianca Allemand Vargas (antagónico reformado).[5]
- Al fondo hay sitio (desde 2022) como Alessia Montalbán Müller (rol principal).[6]

### Teatro
- El llamado de Alassio (2019)[7]
- Mucho ruido pocos nueves (2019)[8]
- Romeo y Julieta (2019)
- Romeo y Julieta (2023) como Julieta Capuleto (protagónico).
- Hamlet (2023)